# Callicostella perrotii
Callicostella perrotii är en bladmossart som beskrevs av Brotherus 1907. Callicostella perrotii ingår i släktet Callicostella och familjen Hookeriaceae. Inga underarter finns listade i Catalogue of Life.